# Encentrum lupus
Encentrum lupus är en hjuldjursart som beskrevs av Wulfert 1936. Encentrum lupus ingår i släktet Encentrum och familjen Dicranophoridae. Arten är reproducerande i Sverige. Inga underarter finns listade i Catalogue of Life.